# Merry-sur-Yonne
Merry-sur-Yonne ist eine französische Gemeinde mit 189 Einwohnern (Stand 1. Januar 2022) im Département Yonne in der Region Bourgogne-Franche-Comté. Sie gehört zum Arrondissement Avallon und ist Mitglied im Gemeindeverband Avallon-Vézelay-Morvan. Die Einwohner werden Médériciens und Médériciennes genannt.

## Geographie

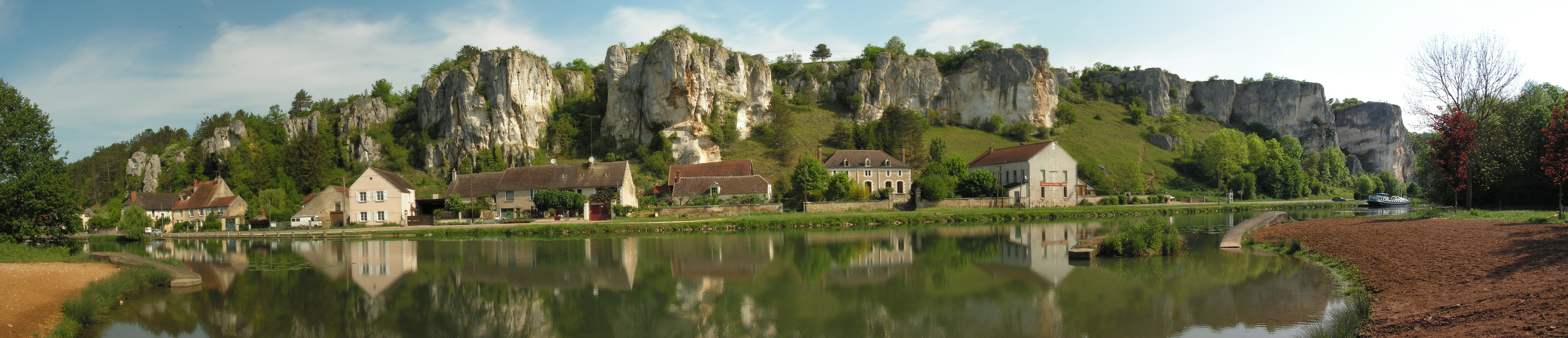
Felsen von Le Saussois an der Yonne

Merry-sur-Yonne liegt etwa 26 Kilometer südsüdöstlich von Auxerre und etwa 22 Kilometer nordwestlich von Avallon in einer Flussschleife am rechten Ufer der Yonne. Die Breite der Flussniederung beträgt etwa 350 m auf einer Höhe von etwa 127 m. Das Gemeindezentrum liegt knapp 10 Meter höher und liegt auf einer durchschnittlichen Höhe von 135 m. Die Talsohle wird auch vom parallel verlaufenden Canal du Nivernais eingenommen, der gelegentlich das Bett der Yonne teilt. Das Tal wird von hohen Klippen begrenzt, die etwa auf eine Höhe von 190 m gipfeln, darunter die berühmten Saussois-Felsen am rechten Ufer der Yonne.
Umgeben wird Merry-sur-Yonne von den Nachbargemeinden sind Mailly-le-Château im Norden und Westen, Mailly-la-Ville im Osten und Nordosten, Brosses im Südosten, Châtel-Censoir im Süden sowie Crain im Südwesten.

## Bevölkerungsentwicklung
| Jahr                       | 1962 | 1968 | 1975 | 1982 | 1990 | 1999 | 2006 | 2018 |
| Einwohner                  | 246  | 227  | 210  | 227  | 211  | 181  | 216  | 196  |
| Quellen: Cassini und INSEE |      |      |      |      |      |      |      |      |

## Sehenswürdigkeiten
- Kirche Saint-Denis aus dem 13. Jahrhundert, seit 1989 als Monument historique eingeschrieben
- Schloss La Tour aus dem 14. Jahrhundert
- Felsen von Le Saussois

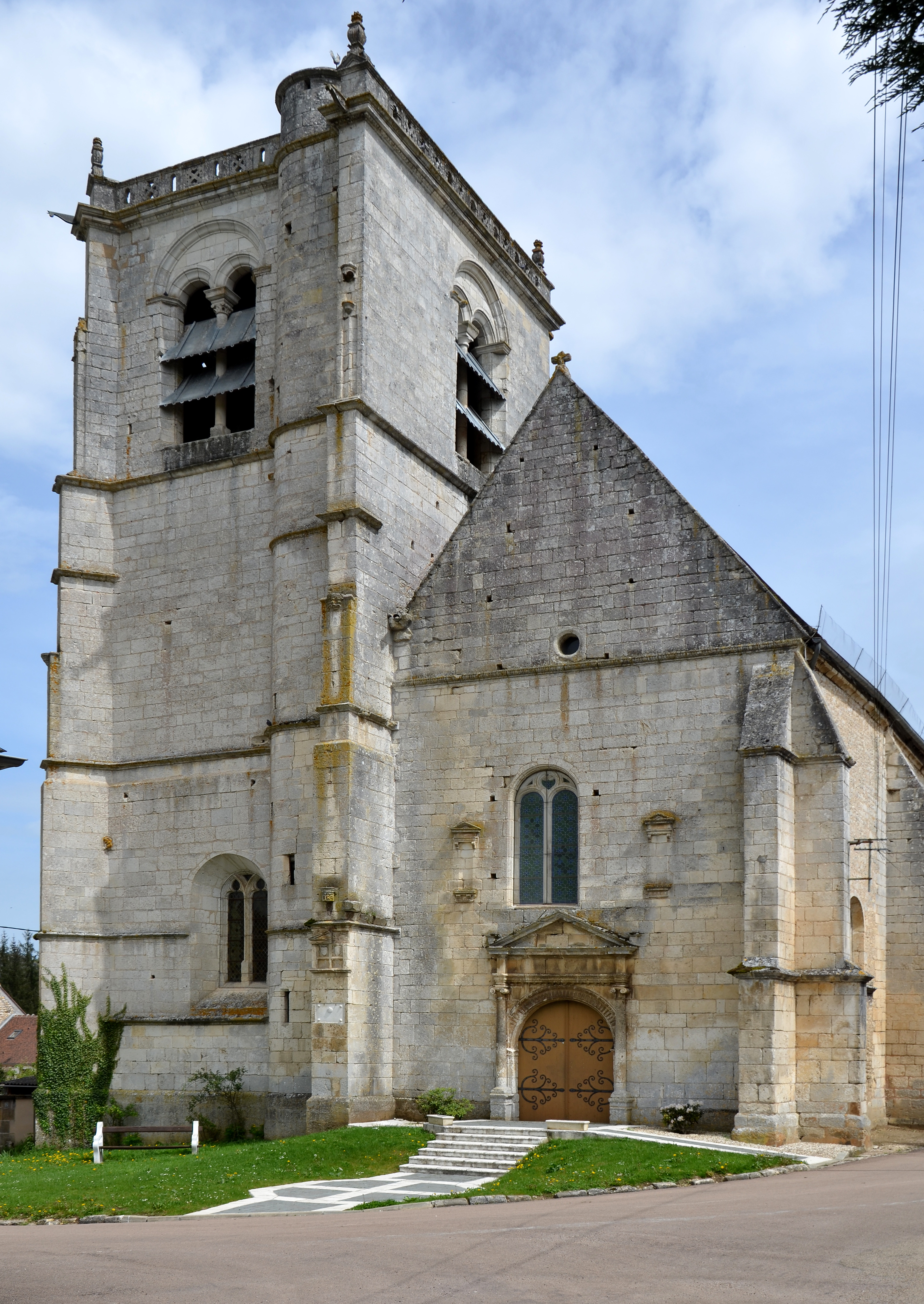
Kirche Saint-Denis
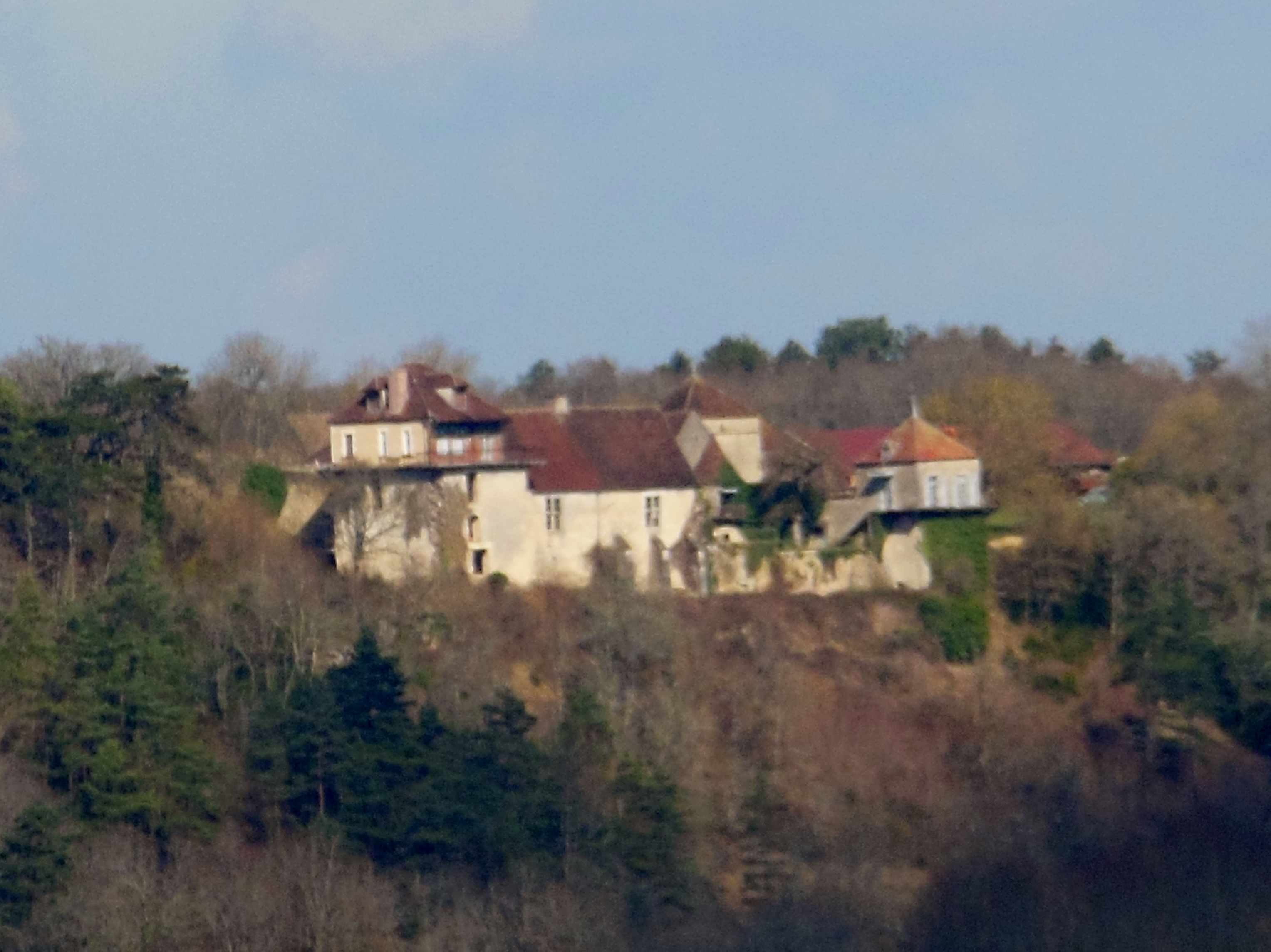
Schloss La Tour